# Анцухцы
Анцухцы, тляратинцы  (самоназвания: анцукъал, лъебелал) — этническая группа в Дагестане, традиционно считается субэтносом аварцев.

## Численность и расселение
Анцухцы компактно проживают в Тляратинском районе. Кроме этого, анцухцы также живут в равнинных районах (переселившийся в середине XX века) и городах Дагестана.

## История
Анцухцы, как и другие народы Дагестана, вошли в состав России в XIX в.

## Анцухский диалект
Анцухский диалект относится к южному наречии аварского языка.
В известной книге А. Бакиханова «Гюлистан-и Ирам» говорится, что жители общество Анцух имеют свой своеобразный язык.